# 2159 Kukkamäki
2159 Kukkamäki eller 1941 UX är en asteroid i huvudbältet som upptäcktes den 16 oktober 1941 av den finska astronomen Liisi Oterma vid Storheikkilä observatorium. Den har fått sitt namn efter Tauno Kukkamäki.
Asteroiden har en diameter på ungefär 11 kilometer.